# سدیم سولفیت
سدیم سولفیت (به انگلیسی: Sodium sulfite) ترکیبی متشکل از گوگرد و سدیم است و به عنوان سفیدکننده نیز کاربرد دارد.

## کاربرد
در صنایع سلولوزی، تولید انواع شوینده، شیشه سازی، تولید کاغذ سولفاتی یا کرافت، لیگنین زدایی چوب، تولید رنگدانه ها و رنگرزی الیاف، آبکاری الکتریکی و تولید خوراک دام، طیور و آبزیان استفاده می شود.